# SN 2005lj
SN 2005lj – supernowa typu Ia odkryta 7 listopada 2005 roku w galaktyce A015743-0010. W momencie odkrycia miała maksymalną jasność 22,50m.